# 布勞湖 (米斯堡)
52°24′11″N 9°51′04″E / 52.403047°N 9.851131°E

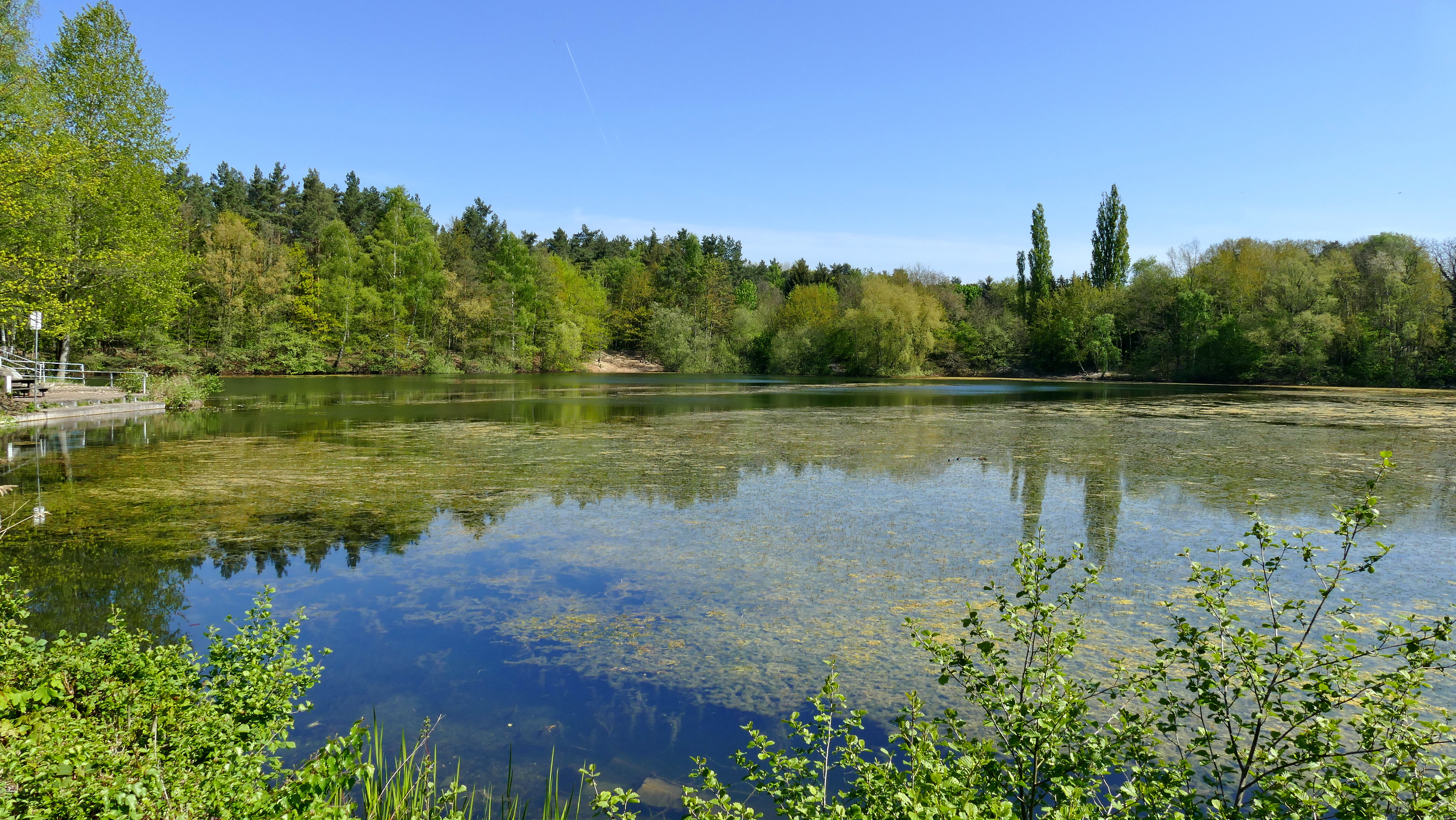

布勞湖（德語：Blauer See），是德國的湖泊，位於該國西北部，由下薩克森州負責管轄，處於米斯堡，長0.15公里、寬0.15公里，面積0.02平方公里，該湖泊在1949年後用作當地娛樂用途。